# 황창화
황창화(黃昶樺, 1959년 2월 12일 ~ )은 경상북도 예천군에서 태어난 대한민국의 정치인이자 기업인이다.

## 학력
- 1974년 ~ 1977년 동성고등학교 졸업
- 1977년 ~ 1981년 연세대학교 공과대학 토목공학 학사

## 경력
- 성남노동자연합 정책실장
- 1998년 5월 ~ 2004년 9월 : 임채정 국회의원 정책 보좌관
- 2002년 5월 ~ 2002년 6월 : 제3회 전국동시지방선거 새천년민주당 김민석 서울특별시장 후보 선거대책본부 기획단장
- 2002년 11월 ~ 2002년 12월: 제16대 대통령 선거 새천년민주당 노무현 대통령 후보 선거대책본부 정책본부 수석전문위원
- 2002년 12월 ~ 2003년 2월 : 제16대 노무현 대통령직인수위원회 전문위원
- 2004년 9월 ~ 2006년 5월 : 이해찬 국무총리실 정무2비서관
- 2006년 5월 ~ 2007년 5월 : 한명숙 국무총리실 정무수석비서관
- 2008년 3월 ~ 2011년 2월 : 대구대학교 사범대학 사회교육학부 객원교수
- 2012년 8월 ~ 2014년 12월 : 제19대 국회도서관 관장
- 2016년 5월 ~ 2018년 6월 : 더불어민주당 서울특별시당 노원구 병 지역위원회 위원장
- 2018년 10월 ~ 2022년 9월 : 한국지역난방공사 사장, 더불어민주당 탈당
- 2022년 9월 ~ : 더불어민주당 복당

## 저서
- 황창화. 《피고인 한명숙과 대한민국 검찰》. 위즈덤하우스. 2011년 12월. ISBN 9788960865037

## 역대 선거 결과
| 실시년도 | 선거   | 대수 | 직책     | 선거구         | 정당         | 득표수   | 득표율          | 순위 | 당락 | 비고 |
| -------- | ------ | ---- | -------- | -------------- | ------------ | -------- | --------------- | ---- | ---- | ---- |
| 2016년   | 총선   | 20대 | 국회의원 | 서울 노원구 병 | 더불어민주당 | 14,370표 | \| \| 13.94% \| | 3위  | 낙선 |      |
|          | 13.94% |      |          |                |              |          |                 |      |      |      |

## 참고 자료
- 황창화  - 공식 블로그
- 황창화 - X